# Надеждино (Мордовия)
Надеждино — село, центр сельской администрации в Ельниковском районе Мордовии.

## География
Расположено на р. Уркат, в 15 км от районного центра и 102 км от железнодорожной станции Ковылкино.

## История
Основано в 1817 г. Название-антропоним: в честь дочери помещика А. Черкасского «гвардии порутчицы княгини Надежды Александровны». В начале 19 в. в Надеждино были переселены 98 семей (806 чел.) крепостных из с. Ельники. В «Списке населённых мест Пензенской губернии» (1869) Надеждино — деревня владельческая из 108 дворов (810 чел.) Краснослободского уезда. По переписи 1913 г., в Надеждине было 309 дворов (2201 чел.); имелись церковь, церковно-приходская школа, пожарная машина, зернохранилище, ветряная мельница, маслобойка и просодранка, шерсточесалка, кузница, 2 кирпичных сарая, 2 торговых заведения; в 1933 г. — 388 хозяйств (2029 чел.). В 1929 году был образован колхоз им. Молотова, в 1950-е гг. — «Новая жизнь», «Путь Ленина», с 1996 г. — СХПК. Развито животноводство, пчеловодство. В современном селе — средняя школа, Дом культуры, медпункт, отделение связи, 2 магазина. Надеждино — родина Героя Советского Союза М. Ф. Ларина.

## Население
| 2002 | 2010 |
| ---- | ---- |
| 322  | ↘249 |

Национальный состав
Согласно результатам Всероссийской переписи населения 2002 года, в национальной структуре населения русские составляли 93 %.

## Источник
- Энциклопедия Мордовия, М. Е. Митрофанова.